# Переклади Біблії українською мовою
Переклади Біблії українською мовою — здійснені церковнослужителями, науковцями-мовознавцями та письменниками на різних етапах історії України переклади біблійних текстів українською мовою з інших мов.

## Історичні аспекти
Першими з біблійних текстів перекладено українською мовою Євангелія. Вважається, що перший переклад виконано у волинських монастирях архімандритом Григорієм, це — Пересопницьке Євангеліє (1556—1561 років). Пізнішим часом датуються Євангелія: Тяпинського (1570—1580 рр.), Житомирське (1571), Негалевського (1581), Літківське (1595) та інші. Зазначені переклади базувалися на лютеранському польському тексті Нового Завіту Секлюціана 1533 року, С. Будного 1570 року та інших. Окремі уривки переклав І. Галятовський (1688). Крехівський Апостол — анонімний творчий переклад з Радзивілівської Біблії (після 1563 року) тогочасною живою народною українською мовою з рисами північного і частково південно-західного наріч.
Переклади окремих частин та уривків Біблії народною українською мовою було здійснено в 1-й пол. 19 ст.: у 1842 році о. Маркіян Шашкевич переклав Євангеліє від Іоанна та кілька глав Євангелія від Матфея. Згодом у 1860-х рр. частини Біблії переклав українською й Пилип Морачевський (Новий Завіт і Псалтир), який однак не зміг їх тоді видати, оскільки легальний друк був неможливим через початок періоду заборони української мови в Російській імперії (поява Валуєвського циркуляру у 1863 році, Емського указу у 1876 році та інших схожих законів, що забороняли українську мову у всіх сферах). Чотири Євангелія з цього перекладу були відредаговані спеціальною комісією Російської православної церкви й видані лише в 1906—1911 роках у Москві. Крім часткових перекладів Біблії Морачевського та Шашкевича, українською часткові переклади Біблії також зробили та видали Ярослав Левицький (1921), Михайло Кравчук (1937), Теодосій Галущинський (1946) та інші.
Повний переклад Біблії українською з мов оригіналу розпочав у 1860 році письменник Пантелеймон Куліш, разом із науковцем Іваном Пулюєм (останньому належить переклад Псалтиря). Старий Завіт було перекладено ними з єврейської, а Новий Завіт — за грецьким текстом: Novum Testamentum Graece, Coloniae Agrippinae 1866, typis W.Hassel. Після знищення першої редакції їхнього перекладу Біблії в загадковій пожежі будинку Куліша вони відновили справу перекладу й до смерті Куліша в 1897 майже повністю закінчили переклад усієї Біблії. На момент смерті Куліша в 1897 неперекладеними залишалися лише невеликі уривки Старого Завіту, які після смерті Куліша допоміг завершити перекладати письменник Іван Нечуй-Левицький. Він переклав Книгу Рути, 1-шу та 2-гу Книги Паралипоменон, Книги Ездри, Неємії, Естери та Пророка Даниїла. Переклад вийшов у світ у січні 1903 року у Лондоні.
Другий повний переклад Біблії українською з мов оригіналу належить українському православному митрополитові Іванові Огієнку. В початковій редакції переклад 4 Євангелій він виконав, проживаючи в Галичині (1922—1926): у місті Винники (нині підпорядковане Львівській міськраді) та у Львові. Старий Завіт перекладено з гебрейського тексту Biblia Hebraica, а Новий — за текстом Нового Завіту Грецькою за редакцією Ебергарда Нестле. Повний переклад Біблії завершено влітку 1940. Переклад вийшов у світ у червні 1962 року у Лондоні.
Третій повний переклад Біблії українською з мов оригіналу належить українському греко-католицькому священнику Іванові Хоменку — він виданий у 1963 році у Римі.
Четвертий повний переклад Біблії українською з мов оригіналу належить українському греко-католицькому священнику Рафаїлові Торконяку — він виданий у 2020 році у Києві.
П'ятий повний переклад Біблії українською з мов оригіналу належить Валерію Громову. Видання перекладу здійснене в 2020 р. як двомовне українсько-російське видання з мов оригіналу.
Також існує ще 5 повних перекладів Біблії українською, але вони виконані не з мов оригіналу.
Загалом станом на 2020 рік існує 10 повних перекладів Біблії українською: 5 з мов оригіналу та 5 не з мов оригіналу.

## Часткові переклади Біблії новою українською мовою
Переклади окремих частин та уривків Біблії народною українською мовою було здійснено в 1-й пол. 19 ст. Маркіяном Шашкевичем (1842), Пилипом Морачевським (1861) та іншими. У 2020 році у світ вийшов Новий Завіт перекладу Юрія Леонідовича Попченка.

### Переклад уривків Біблії Шашкевича (1884, Львів)
У 1842 році Маркіян Шашкевич почав перекладати українською фрагменти Біблії (Євангеліє від Матвія і Іоана) з церковнослов'янської мови. Через рік, 1843 року, Шашкевич помер і перед смертю устиг повністю перекласти лише Євангеліє від Іоана (усі 21 главу) та Євангеліє від Матвія (лише перші 5 глав). Вперше як Євангеліє від Іоана, так і 5 глав з Євангелія від Матвія з'явилися друком вже посмертно, спочатку у 1884 році у першому томі Рускої библіотеки Гната Онишкевича під назвою Писання Маркіяна Шашкевича, Івана Вагилевича і Якова Головацького, потім у 1912 році у збірці Михайла Возняка Писання Маркіяна Шашкевича, а тоді у другому виданні третього тому Рускої писемності під назвою Твори Маркіяна Шашкевича і Якова Головацкого, виданого львівською Просвітою (у цю збірку увійшли лише IV глава Євангелія від Іоана та V глава Євангелія від Матвія).
Деякі мовознавці, наприклад Андрій Даниленко, дуже скептично оцінили переклад Шашкевича, назвавши його «церковнослов'янською мовою з домішкою певних [українських] говіркових і локальних явищ».

### Переклад уривків Біблії Морачевського (1906, Москва)
Ґрунтовніше за працю перекладу Святого Письма взявся Пилип Морачевський — інспектор Ніжинської гімназії вищих наук князя В. Безбородька. 1853 року Морачевський подав на розгляд Імператорської академії наук створений ним на базі полтавської вимови «Словарь малороссийского языка». Працюючи над Словником, він пересвідчився, що українська мова, майже повністю витиснута в ті часи зі школи, має практично необмежений запас слів. Це наштовхнуло Морачевського на думку перекласти українською Новий Заповіт — мова цілком це дозволяла. І він береться за переклад, чудово розуміючи при цьому, що після завершення перекладу на нього чекають серйозні проблеми з виданням. Тому він заздалегідь вирішив заручитися підтримкою впливових людей церкви, для чого звернувся до Митрополита Ісидора: «…Переклад малоросійською мовою Євангелія безсумнівно приніс би доволі важливу користь нашому релігійному народові. З цією метою я розпочав переклад Євангелія малоросійською мовою, звіряючи слов'янський текст із текстом російським, латинським, німецьким, французьким і польським…». Митрополит Ісидор відповів Морачевському категоричною відмовою: «Після наради зі Святішим Синодом повідомляю вам, що переклад Євангелія, зроблений вами чи будь-ким іншим, не може бути допущений до друку». Але Пилип Морачевський продовжував роботу, сподіваючись тепер лише на диво. Переклад чотирьох Євангелій Нового Заповіту українською мовою він закінчив восени 1861 року («Діяння апостолів», «Апокаліпсис», «Псалтир» було перекладено пізніше). Окрилений надіями, Пилип Морачевський представив свій переклад на розгляд Академії наук Російської імперії. Його рецензують відомі фахівці-академіки й роблять висновок: «Євангеліє, перекладене малоросійською мовою Морачевським, є у великій мірі знаменною працею, як із науково-філологічного погляду, так і з релігійно-морального… Якість, характер слів і якість словосполучень українських ніде не спотворює ні суті, ні змісту думок… Без всякого сумніву, переклад Морачевського повинен створити епоху в літературній освіті малоросійської мови… Переклад Морачевського потрібно з позитивним відгуком Академії подати на схвалення Святішому Синоду і прохати його дозволити відправити рукопис до друку». Синод, не довіряючи думці Академії, посилає переклад на додаткове рецензування. Відгуки знову позитивні. Але всупереч їм, друкування перекладів Морачевського російська влада категорично заборонила. Про Пилипа Морачевського згадали лише після революції 1905 року, посмертно. Тоді Академія наук Російської імперії насмілилася рекомендувати до друку в Московській синодальній друкарні «Четвероєвангеліє» українською мовою. Навесні 1906 року відредагований комісією під керівництвом єпископа Парфенія (Левицького) переклад П. Морачевського вийшов у світ; його перший тираж (5 000 примірників) розійшовся вмить і майже відразу почалося додруковування в сотнях тисяч примірників. Проте прізвище автора перекладу в книгах не вказувалося. «Четвероєвангеліє» видавалося також 1914 р. і 1917 р. і навіть вживалося (нетривалий час) у службах Православної церкви в Україні. За кордоном переклад було видано 1948 р. (Канада) і 1966 р. (США) — українська діаспора оцінила переклади Морачевського.
У 2000-х рр. Четвероєвангеліє в перекладі П. Морачевського було перевидано в Україні видавництвом «Простір» за ініціативою В. Шендеровського та В. Козирського.

## Повні переклади Біблії українською
Станом на 2020 рік існує 10 повних (які включають як Старий Заповіт, так і Новий Заповіт) перекладів Біблії українською мовою. Це:
5 перекладів з мов оригіналу
- переклад Пантелеймона Куліша, Івана Пулюя, Івана Нечуй-Левицького з гебрейської (Старий Завіт), та з грецької (Новий Завіт), вперше надрукований у Лондоні у 1903 році
- переклад Івана Огієнка з гебрейської (Старий Завіт), та з грецької (Новий Завіт), вперше надрукований у Лондоні у 1962 році
- переклад Івана Хоменка з гебрейської та арамейської (Старий Завіт), та з грецької (Новий Завіт), вперше надрукований у Римі у 1963 році
- переклад Рафаїла Торконяка з гебрейської (Старий Завіт) та грецької (Новий Завіт), вперше виданий у 2020 році у Києві (до цього у 2011 році вийшов переклад де Старий Завіт Було перекладено з грецької, а не єврейської)
- переклад Валерія Громова, вийшов у 2020 році.

5 перекладів не з мов оригіналу
- переклад Філарета з російського синодального перекладу РПЦ, вперше надрукований частково у 1988 році (Новий Завіт) у Києві та повністю у 2004 році (Новий Завіт та Старий Завіт) у Києві
- переклад[11] Рафаїла Торконяка з церковнослов'янського перекладу, вперше надрукований у 2006 році у Львові
- переклад Рафаїла Торконяка з грецького оригіналу (Новий Завіт) та грецького перекладу (Старий Завіт), вперше надрукований у 2011 році у Києві
- переклад Олександра Гижі з російського синодального перекладу РПЦ, надруковано в 2013 році у Києві
- переклад[12] анонімними перекладачами Свідків Єгови з англійського вперше надрукований українською частково у 2005 році (Новий Завіт) та повністю (Новий Завіт та Старий Завіт) у 2014 році у Нью-Йорку

### Переклади з мов оригіналу

#### Переклад Пантелеймона Куліша, Івана Пулюя, Івана Нечуй-Левицького (1903, Лондон)

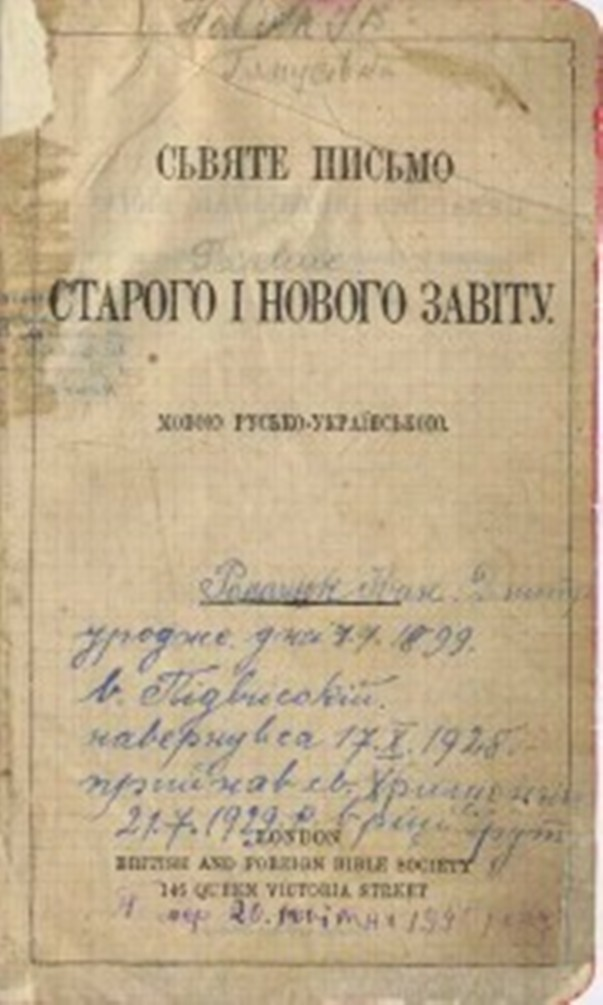
Святе Письмо у перекладі Куліша, Пулюя та Нечуй-Левицького, 1903

Перший повний переклад Біблії українською мовою здійснив Пантелеймон Куліш. Свою працю він розпочав у 1860-х роках. 1869 року анонімно видав у Львові коштом і заходом журналу «Правда» «Сьвяте Письмо, перва частина Бібліи, пять книг Мусієвих». Під псевдонімом Павло Ратай видав: «Дві Мусієві пісні» (Львів, 1868), «Йов» (Львів, 1869) і «Псалтирь або книга хвали Божої, переспів український» (Львів, 1871). 1883 року у Коломиї надрукував «Товитові Словеса». До нього 1869 р. приєднався Іван Пулюй (пізніше — відомий вчений-фізик), який, незважаючи на свій молодий вік, мав глибокі знання з богослів'я та знав деякі класичні мови. У 1881 Наукове товариство імені Шевченка опублікувало у Львові Новий Заповіт у їхньому перекладі. Праця над Старим Заповітом тривала. Загадкова листопадова пожежа 1885 р. на Кулішевому хуторі Мотронівка (Ганнина Пустинь) стала трагічною сторінкою в історії української Біблії, під час пожежі згорів рукопис перекладу Старого Заповіту. Перекладачі знову починають працювати над перекладом Старого Заповіту від самого початку. Завершив переклад уже після смерті П.Куліша І.Пулюй разом з Іваном Нечуй-Левицьким. Лише 1903 року Британське та Іноземне Біблійне Товариство видало першу повну українську Біблію («Сьвяте письмо Старого і Нового Завіту») у перекладі П.Куліша, І.Пулюя та І.Нечуя-Левицького.
Біблія в перекладі Куліша, Пулюя та Нечуя-Левицького перевидавалася у 1912 (Відень), 1921 і 1930 (Берлін), 1947 (Нью-Йорк, Лондон) роках. На теренах України Кулішевий переклад вперше був виданий лише у 2000 (Київ).

#### Переклад Івана Огієнка (1962, Лондон)

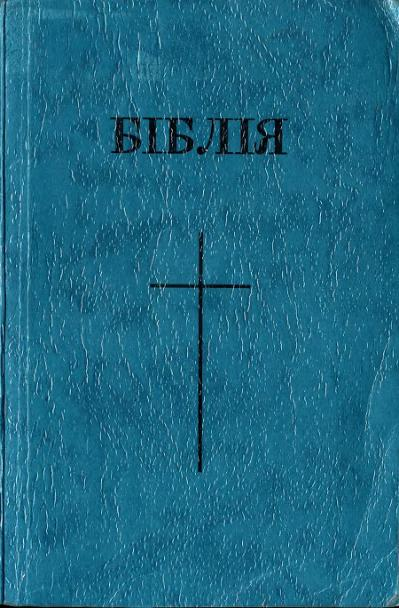
Святе Письмо у перекладі Івана Огієнка, 1962

Кулішевий переклад Святого Письма був першим повним україномовним перекладом, але не останнім. Історичні події (Перша світова війна, падіння монархії, революції) створили реальні передумови нового піднесення національно-визвольного руху в Україні, що надало українцям можливість не тільки спробувати відновити свою незалежність, але й скористатися нагодою, щоби вільно спілкуватися, мислити і творити рідною мовою. Вже через неповних двадцять років після виходу в світ першої української Біблії професор Іван Огієнко, міністр освіти і віросповідань молодої Української Народної Республіки, розпочав другий переклад. Безпосередня робота над перекладом тривала з 1917 по 1940 рік. Виносячи на суд громадськості давно омріяну ідею нового перекладу Святого Письма українською мовою, Іван Огієнко зазначав: «…Ми надзвичайно потребуємо такого перекладу Біблії, що був би зроблений сучасною літературною всеукраїнською мовою. Перекласти цілу Біблію — а в першу чергу Новий Заповіт треба такою літературною мовою, що стала б зразковою бодай на перші 50 літ. Мусимо мати переклад, що став би найкращим підручником вивчення української мови. Без цього нормальний розвій нашої літературної мови не матиме так їй потрібного „каменя наріжного“, бо треба, щоб і селянські маси — головний читач св. Письма — призвичаювалися до доброї літературної мови. Такий переклад треба видати з зазначенням наголосів, — щоб кожний міг читати його справді по-літературному».
Ось чому, приступаючи до цієї надзвичайно складної роботи, Огієнко поставив перед собою два найголовніші завдання: по-перше, якнайточніше передати зміст оригіналу, дбаючи передусім про змістову точність цілого ряду багатозначних слів, і, по-друге, забезпечити переклад милозвучною, сучасною літературною мовою. Робота пожвавилася після того, як Британське і Закордонне Біблійне товариство уклало з перекладачем угоду (1936) про видання книги.
Перший, незначний наклад перекладених Огієнком чотирьох Євангелій (від Матвія, Марка, Луки, Івана) побачив світ 1937 року у Львові, а 1939 року — додрукований у Варшаві. До цього видання було додано ще й «Псалтир». Переклад усієї Біблії завершено 11 липня 1940 року, однак через обставини воєнного стану запустити її в роботу до друкарні не вдалося. Натомість через два роки була надрукована частина Біблії — «Новий Заповіт. Псалтир». Цього разу у Фінляндії, заходами Стокгольмського товариства поширення Євангелія в Росії.
У 1955 році, нарешті, Біблійне товариство, ухвалило рішення готувати до друку Огієнків переклад Біблії. Але цю роботу було закінчено аж через сім років. І лише 1962 року в Лондоні побачив світ солідний том — на 1529 сторінок — з відтисненим позолотою українським заголовком — Біблія. Відтоді саме цей переклад Огієнка стане взірцем для декількох пізніших перевидань, зокрема і в Москві 1988 року, коли при патріарху Пімену було видано Біблію українською мовою на відзнаку 1000-ліття Хрещення Русі.
Цей переклад багаторазово перевидавався в Канаді, США, країнах Західної Європи. В Україні Біблія в перекладі Івана Огієнка вперше була видана багатотисячним тиражем Українським Біблійним Товариством у 1995 році. Біблія в перекладі Івана Огієнка є найбільш розповсюдженою зі всіх існуючих перекладів Біблії українською мовою, зокрема через те, що саме в цьому перекладі вона безкоштовно розповсюджується у великих накладах товариством Gideons International в Україні.
Для кращого розуміння читачем тексту перекладач запропонував багатий апарат приміток, посилань, тлумачень, що набиралися відмінним від оригінального тексту шрифтом (курсивом). Весь лексичний ряд подається тут із наголосами (за аналогами з німецькими, французькими перевиданнями), що, безумовно, сприяє удосконаленню знань рідної мови. І ще одна особливість: текст Євангелія подається не суцільно, а з перебивками, заголовками, авторство яких належить Огієнкові. Наприклад, заголовок «Родовід Ісуса Христа» об'єднує текст Євангелія від Матвія від п.п. 1.1 до п.п. 1.17. Подальші частини тексту відділені заголовками: «Народження Ісуса Христа», «Мудреці зо сходу поклоняються Ісусові», «Йосип та Марія втікають до Єгипту»,  «Ірод побиває немовлят», «Йосип та Марія вертаються до Назарету» і т. д. Це аж ніяк не можна розцінювати як вільне поводження з текстом. Точно дотримуючись його автентичності, перекладач прагнув, аби якнайдоступніше зміст книги сприймав простий читач, який, можливо, вперше братиме до рук це Святе Письмо рідною мовою.

#### Переклад Івана Хоменка (1963, Рим)

Святе Письмо у перекладі Івана Хоменка, 1963

Третій повний переклад Біблії українською мовою називають «римським», оскільки перекладач Іван Хоменко — видатний український філолог, священик, біблеїст, чудовий знавець класичних і сучасних мов, доктор філософії і богословських наук, працював переважно в Римі та на острові Капрі. Організація перекладу, підготовка тексту і видання здійснювалися під егідою і безпосереднім контролем духовного керівництва Української Греко-Католицької Церкви, яке перебувало в той час на еміграції в Італії. Цей переклад побачив світ невдовзі після перекладу Огієнка, в 1963 року видавництві Отців Василіян у Римі.
Переклад Хоменка спирався на так звані масоретські («традиціоналістські») тексти. Це тексти масоретів — єврейських переписувачів Старого Завіту, які в середині першого тисячоліття нашої ери додали до давньоєврейського алфавіту 10 голосних літер, який до цього складався із 22 приголосних літер (до того часу всі тексти писалися тільки приголосними), і, відповідно, повністю переписали весь Старий Завіт. Масоретські тексти вельми спростили переклад і зробили його вірогіднішим. Другим джерелом стала Біблія під назвою «Септуагінта» — юдейський текст, перекладений грецькою мовою у III—II століттях до н. е. на замовлення єгипетського (еллінського) царя Птоломея Філадельфа. У ті часи цей переклад був вельми необхідним — тоді єврейська діаспора Єгипту говорила переважно грецькою мовою. Септуагінта (переклад «70-ти тлумачів») в усі часи вельми шанувався і шанується сьогодні біблеїстами всіх конфесій. Зокрема, цим грецьким перекладом користувався святий Єронім, перекладаючи Старий Завіт латиною (це так звана «Вульгата» — Біблія для всіх). Зауважимо також, що саме в Септуагінті знаходяться книги того Другого канону Біблії, які не визнаються деякими церквами (це, зокрема, «Премудрості Соломона», Премудрості Ісуса, дві Книги Маккавейських та інші). А якщо повернутися до перекладу, то значна частина праці перекладача полягала у тому, щоби порівнювати тексти різних джерел, зокрема, масоретські тексти з Септуагінтою, яка була записана на багато століть раніше за масоретські тексти.
Що стосується Нового Заповіту, то тут Іван Хоменко користувався так званими критичними текстами, реконструйованими на основі зіставлень з існуючими найдавнішими Євангеліями та іншими книгами Нового Завіту. За основу він взяв критичний текст Нового Завіту, який вшосте видав Папський Біблійний Інститут. Все це забезпечувало високий рівень точності перекладу.
Римо-католицький Чин Василія Великого є юридичним власником (має авторські права) Біблії Хоменка.
Біблії в перекладі Івана Хоменка, як правило, має обкладинку бордового кольору, та називається Святе Письмо.
Щодо якості україномовного перекладу Хоменка, то Рафаїл Турконяк зауважив, що переклад Хоменка 1963 року  був дещо зросійщений, через що потребував коригувань.

#### Переклад Рафаїла Торконяка (із гебрейського та грецького оригіналу, 2020, Київ)
Переклад із грецького оригіналу (Новий Завіт) та єврейського оригіналу (Старий Завіт)
У 2011 році під егідою УБТ вийшов україномовний переклад доктора богослов'я о. Рафаїла Торконяка зроблений із грецького оригіналу Нового Завіту та із грецького перекладу Старого Завіту (а не з гебрейського оригіналу).
У 2020 році Українське Біблійне Товариство здійснило повне видання Біблії у перекладі Торконяка, де Старий Завіт було перекладено українською з мови оригіналу — гебрейської (масоретський текст), а текст Нового Завіту відповідав виданню УБТ 2011 р.

#### Переклад Валерія Громова (2020, Київ)
Живучи в США, де Валерій Громов навчався у біблійному інституті для здобуття ступеня доктора теології, він у 1995 році переклав з грецької (Текстус Рецептус) на російську мову Новий Завіт й видав його в Америці за підтримки International Bible Society. Згодом, повернувшись в Україну Громов вдруге видав свій російськомовний переклад Нового завіту, але цього разу друком вийшла вже повна Біблія (і Новий Завіт і Старий Завіт), однак для Старого Завіту він не робив власний переклад, а використав російськомовний синодальний переклад РПЦ. У 2000 році вийшло третє видання Громового перекладу, цього разу знову лише його власного російськомовного перекладу Нового Завіту, під назвою «Євангеліє Царства». Опісля, Громов розпочав переклад Старого Завіту з єврейської та арамейської (Масоретський текст) на російську мову. Також з кінця 1990-х рр. В. Громов працював над перекладом Біблії українською мовою.
Четверте видання його перекладу Нового Завіту було вже двомовним: українсько-російським. Воно вийшло в 2009 році. У передмові до видання Нового Завіту під назвою «Вічне Євангеліє» вказано, що український переклад зроблено з грецької, а російський удосконалено. До цього четвертого перевидання Громов додав два скорочених біблійних словника — український і російський, а також грецько-український і грецько-російський словники.
У вересні 2020 року вийшов повний переклад Біблія Громова з грецької (Новий Завіт) та єврейської/арамейської (Старий Завіт) на українську та російську мови під назвою «Біблія або Вічне Євангеліє».

#### Переклад Українського біблійного товариства (2023, Київ)
28 вересня 2023 року Українське біблійне товариство у Софії Київській представило сучасний переклад Біблії українською мовою.

### Переклади не з мов оригіналу

#### Переклад Філарета (2004, Київ)
На початку 1970-х років богословська комісія українського екзархату Російської Православної Церкви (РПЦ) під керівництвом митрополита Філарета (Денисенка) зробила україномовний переклад Нового Завіту. Цей переклад був вперше виданий до Тисячоліття Хрещення Русі у Києві в 1988 році. Тоді ж до святкування Тисячоліття Хрещення Русі в Москві вийшла україномовна Біблія в перекладі проф. І. Огієнка. Україномовний переклад Нового Завіту комісії РПЦ на чолі з Філаретом не було зроблено з мов оригіналу, а був зроблений з так званої Синодальної Біблії РПЦ — російськомовного перекладу Біблії зробленого у 19 ст..
8 вересня 2004 року в Українській Православній Церкві Київського патріархату з'явилося нове видання україномовного перекладу Біблії (Нового Завіту та Старого Завіту включно з текстами, які не входили до єврейського канону Біблії, але були в Синодальній Біблії РПЦ). Для цього видання було оновлено редакцію перекладу Нового Завіту видану у 1988 році, й перекладено Старий Завіт. Як і переклад Нового Завіту, переклад книг зі Старого Завіту був здійснений патріархом Філаретом з так званої Синодальної Біблії РПЦ — перекладу Біблії російською мовою, здійсненого в другій половині 19 ст. чотирма духовними академіями РПЦ.

#### Переклади Рафаїла Торконяка (з церковнослов'янського перекладу, 2006, Львів; з грецького перекладу, 2011, Київ)
Переклад з церковнослов'янської
В 1975 році до Рафаїла Торконяка з проханням виготовити переклад Старого і Нового Завітів зі старослов'янського тексту, так званої, Єлизаветинської Біблії звернувся Йосип (Сліпий). Але, в силу певних причин, о. Рафаїл обрав для перекладу давнішу церковнослов'янську Острозьку Біблію. Робота над ним тривала понад 30 років. Переклад Острозької Біблії побачив світ у 2006 році, за що в 2007 році Рафаїл Торконяк був удостоєний Національної премії України імені Тараса Шевченка.
Переклад з грецького оригіналу (Новий Завіт) та грецького перекладу (Старий Завіт)
Думка про необхідність нового перекладу Біблії (з оригінальних грецьких текстів, а не з слов'янського тексту, як це було з Острозькою Біблією) сучасною українською мовою виникла невдовзі після заснування Українського Біблійного Товариства — 1991 року, її подав перший президент УБТ, доктор богословських наук Яків Духонченко, і гаряче підтримали тодішній віце-президент УБТ, письменник Борис Тимошенко, генеральний секретар УБТ Павло Ставнійчук і всі члени Центрального правління УБТ першого складу. За ініціативою Правління Товариство звернулося до очільників усіх християнських Церков, що на той час входили до складу УБТ, за благословенням на переклад — першого Патріарха Київського і всієї України УПЦ Київського патріархату Мстислава (Скрипника), глави Церкви Євангельських Християн-Баптистів України, доктора богослов'я Якова Духонченка, старшого єпископа Церкви Християн Віри Євангельської України, почесного доктора богослов'я Миколи Мельника, та президента Церкви Християн Адвентистів Сьомого Дня в Україні Миколи Жукалюка — і отримало сердечне благословення на започаткування нового повного українського перекладу Біблії з мови оригіналу.
Після перегляду кандидатур можливих перекладачів, Центральне правління затвердило перекладачем священика, доктора богослов'я, професора Рафаїла Торконяка, який у грудні 1992 року розпочав роботу над перекладом. У червні 1995 року ним було повністю завершено дослівний переклад Нового Завіту, а в липні 1997 року — Старого Завіту. Однак попереду була ще величезна робота з перевірки, редагування та удосконалення тексту нового перекладу Біблії.
З 1994 до 2003 року перекладацький напрямок діяльності УБТ очолював другий віце-президент УБТ, доктор філософії і богослов'я, професор Дмитро Степовик, який за дорученням Центрального правління і тодішнього президента УБТ Миколи Мельника залучив до перевірки і редагування нового перекладу знавця давніх класичних мов, зокрема давньогрецької, доктора філологічних наук, професора Лесю Звонську-Денисюк, а також фахівців з Національної Академії наук та університетів України.
З 2003 року праця над удосконаленням тексту здійснювалася у Львові у тісній співпраці з о. Рафаілом Торконяком під керівництвом наступних президентів УБТ д-ра Анатолія Глуховського і д-ра Григорія Коменданта, а також генеральних секретарів УБТ Романа Вовка й Олександра Бабійчука. Безпосередню відповідальність за кураторство над перекладом з 2003 року і до моменту виходу його у світ узяв на себе третій віце-президент УБТ о. Василь (Луцишин), який доклав усіх зусиль, аби ця праця здійснювалася відповідно до найвищих стандартів якості й богословської достовірності.
З 2000 року і до смерті цій справі присвятив своє життя головний редактор перекладу д-р Богдан Качмар (1949—†2010). Вагомий внесок у редагування вніс помічник головного редактора Павло Смук. Активну участь у редагуванні брали професор Роджер Ковасіні та почесний член Правління УБТ Микола Жукалюк.
Значну консультативну, кураторську і матеріальну допомогу надавали Об'єднані Біблійні Товариства. Зокрема їхні консультанти — досвідчені перекладачі Біблії — д-р Девід Кларк (David Clark), д-р Ентоні Абела (Anthony Abela) і д-р Кіс де Блуа (Kees de Blois) доклали значних зусиль до того, аби переклад був схвалений світовою спільнотою і відповідав міжнародним стандартам з перекладу Біблії.
Загалом, до цього перекладу доклалися без винятку всі християнські церкви України. Члени Центрального правління УБТ брали участь у кожному етапі підготовки й редагування перекладу. Зрештою, кожен працівник і волонтер УБТ своєю самовідданою працею посприяв успішному втіленню цієї надзвичайно відповідальної і почесної справи.
Лише 21 червня 2011 року в столиці України відбулася презентація нового перекладу Біблії українською мовою з давньогрецької. Таким чином, робота на новим перекладом Біблії українською мовою тривала близько 20 років.

#### Переклад Олександра Гижі (2013, Київ)
Переклад Біблії письменника Олександра Гижі був здійснений в період 1993—2006 років. Як стверджує Гижа за основу він взяв російський синодальний переклад РПЦ.
Цей україномовний переклад Біблії Олександра Гижі було видано спочатку у червні 2013 року, а згодом перевидано у 2017 році. У 2013 році переклад було схвалено Українським Біблійним Товариством та Комітетом у справах релігії при Кабінеті Міністрів України.
У 2014 році український письменник Петро Перебийніс у своїй статті Грішне заклання Святого Письма: доля Біблії в сучасному перекладі Олександра Гижі для часопису Літературна Україна написав детальну рецензію на переклад Біблії Гижі й загалом схвально про нього відгукнувся. Крім того у вінницьких регіональних виданнях у 2015 році також вийшло кілька оглядів на переклад Гижі.

#### Переклад нового світу (2014, Нью-Йорк)
Даний переклад Біблії зроблений Свідками Єгови. Новий Завіт у версії Переклад нового світу англійською побачив світ у 1950 році, а повна Біблія (Новий та Старий Завіт) була надрукована в 1961 році й згодом була перевидана та оновлена у 1970, 1971, 1984, та 2013 роках. Переклад Біблії Нового світу на англійську виконувався з мов оригіналу, без зазначення імен перекладачів (анонімно).
Україномовну версію Нового Завіту у версії Біблії Нового світу (Християнські Грецькі Писання. Переклад нового світу) з англомовної Біблії Нового світу вийшов у 2005 році, а повна Біблія з Старим та Новим Завітом — у липні 2014. Текст українського видання найбільш близький до видання 2013 року англійською. Під час перекладу українською також бралися до уваги тексти мовою оригіналу. Україномовний переклад був підготовлений анонімними перекладачами Свідків Єгови (ця релігійна організація не входить до Українського біблійного товариства). Декілька десятків тисяч примірників було розповсюджено безкоштовно за декілька днів конгресу, що проводили Свідки у 2014 році. Перекладу немає у вільному продажу, але він розповсюджується Свідками Єгови безкоштовно та доступний у багатьох електронних форматах на їхньому офіційному сайті.

## Перелік повних та часткових перекладів Біблії українською
| Рік              | Тип       | Перекладач                                             | Короткий опис перекладу | Посилання |
| ---------------- | --------- | ------------------------------------------------------ | --- | --------- |
| 1903             | Повний    | Переклад П. Куліша                                     | Не маючи змоги в XIX ст. друкувати в Росії Святе Письмо українською мовою, українці перенесли цю справу за кордон. Український письменник Пантелеймон Куліш, сам православний, разом з українським ученим Іваном Пулюєм, греко-католиком, спільними силами перекладають майже весь кодекс Біблії. Заслугою цього перекладу становить те, що воно являє собою перший повний переклад з єврейських та грецьких текстів українською новітньою мовою, який містить 66 книг — 39 книг Старого Заповіту і 27 книг Нового Заповіту Частинами цей переклад друкувався у Львові й у Відні. Під час пожежі згорів рукопис перекладу Старого Заповіту. Але Куліш вдруге взявся за цю працю. Він не встиг закінчити її до своєї смерті, але закінчив її Іван Пулюй (переклав: книги Рут, 1-ше і 2-ге Паралипоменон, Ездри, Неємії, Естери і Даниїла) і письменник Іван Нечуй-Левицький (переклав Псалтир). Право власності на переклад здобуло Британське Біблійне Товариство, яке вперше видало Біблію українською мовою в 1903 році. В Україні ці видання були заборонені. Українську Православну Церкву, яка відродилася під час визвольної боротьби, ліквідувала радянська влада, після чого не можна було друкувати церковних книг українською мовою. Передрук цього перекладу біблії відбувся в 1947 і 1969 роках. | TBA       |
| 1906             | Частковий | Переклад П. Морачевського                              | Перший повний переклад Святого Письма тогочасною українською літературною мовою здійснив Пилип Морачевський — інспектор Ніжинської гімназії вищих наук князя В. Безбородька. Однак Синод Російської православної церкви, хоча й відзначив високий рівень перекладу, через політику Російської імперії заборонив друкувати Біблію українською мовою. Лише 1906 р. почали друкувати чотирикнижжя Нового Заповіту окремими випусками. Але ініціатори видання дуже виправили мову перекладу, що, на жаль, знизило літературну цінність праці. Текст Четвероєвангелія |           |
|                  | Частковий | Переклад М. Кобрина                                    | Проф. Михайло Кобрин переклав Псалтир, апостольські листи і книгу Об'явлення. |           |
| 1963             | Повний    | Біблія перекладу І. Хоменка                            | «Святе Письмо Старого і Нового Завіту» перекладено католицьким священиком Іваном Хоменком і видано в Римі у видавництві Василіян 1957 року. Відрізняється красивою літературною мовою і наявністю таких книг Сирах, Макавеїв і інших, що їх богослови визнають неканонічними. |           |
| 1962             | Повний    | Біблія перекладу І. Огієнка                            | Видання Біблії в перекладі Куліша—Пулюя було вже вичерпане, а передруковувати його не видавалося розважним, бо українська мова за останні десятиліття значно розвинулася і збагатилася, тому Британське Біблійне Товариство замовило Іванові Огієнку (він же митрополит Іларіон) новий переклад канонічної Біблії у 1936 році. Стокгольмське Товариство для поширення Євангелії в СРСР видало в 1942 році Новий Заповіт і Псалтир у перекладі професора Івана Огієнка. У 1955 р. митрополит Іларіон закінчив увесь переклад Біблії для Британського Біблійного Товариства. Сьогоднішній варіант, яким користуються всі протестантські церкви і частково православні і греко-католицька, був виданий у 1962 р. З нагоди 1000-ліття Хрещення Русі у 1988—1989 рр. переклад масово поширювався в Україні на гроші західних протестантських церков і біблійних товариств. |           |
| 2006, 2011, 2020 | Повний    | Біблія перекладу Р. Торконяка (або Біблія УБТ)         | Українські церкви об'єднали свої перекладацькі зусилля, щоб створити сучасний, загальноприйнятний переклад Слова Божого. Так у 1997 році перекладачі під головуванням архімандрита Рафаїла Торконяка завершили переклад Нового Завіту. Перекладання Старого Завіту завершене 2007 року. 2011 року вийшов друкований варіант Нової Біблії, перекладеної з давньогрецької (Септуагінта). 2020 року вийшов Сучасний переклад, у якому старозавітні канонічні книги перекладені з давньоєврейської (масоретський текст). |           |
|                  | Частковий | Переклад Антона Кобилянського                          | У другій половині XIX ст. в його перекладі вийшли Євангеліє від Луки та Євангеліє від Іоана. Переклад зроблено на українську мову в двох варіантах: латиницею і кирилицею. |           |
|                  |           | Біблія перекладу О. Бачинського                        | Видавалась як «Новий Завіт» і «Псалтирь» (Львів, 1903 рік), а також як «Святе Письмо Старого і Нового Завіта» (1900—1908 роки) церковнослов'янським текстом з поясненням Іоанна Бартошевського. Через свій формат та зовнішній вигляд переклад Бачинського не знайшов поширення серед народних кіл, а залишився радше настільною книгою кліру. |           |
|                  |           | Переклад Т. Галущинського                              | «Свята Євангелія» (Рим, 1946 рік). Цей переклад був призначений для масового поширення серед народу, а проте виправдав сподівання. |           |
|                  | Частковий | Переклад Л. Герасимчука                                | «Новий Заповіт. Четвероєвангеліє» і «Апокаліпсис Івана Богослова» опублікований в журналі «Вітчизна» (1990 рік) Апокаліпсис був друкований двічі, але не у «Вітчизні», а в «Україні» та в «Українських проблемах». Це різні редакції. У «Березолі» друкувалися «Звершення апостолів». У «Всесвіті» друкувалася «Гексапсальма». «Псальма розіп'яття» виходила окремим виданням у дитячому фонді. Видано також два позаконфесійних перекази Біблії. |           |
|                  | Частковий | Переклад Г. Деркача                                    | «Новий Завіт з додатком Псалмів і Притч» (1991 рік). Протестантський переклад Біблії, який ставив за мету дати українцям переклад Святого Письма на літературній українській мові в період українського відродження та відновлення державності. При цьому базувався на перекладах Біблії І.Огієнка та Російській Синодальній. |           |
|                  |           | Біблія перекладу Є. Дулумана                           | Опублікована в журналі «Людина і світ» (1990—1998 роки) |           |
|                  | Частковий | «Новий Завіт з коментарем» (1994 рік)                  | В основі видання лежить текст перекладу І. Хоменка. Коментар підготовлено отцем УГКЦ доктором І. М. Любачівським: перекладено з іншомовного джерела. Видано у Львові видавництвом «Стрім». |           |
|                  | Частковий | Переклад М. Кравчука                                   | «Свята Євангелія» (Львів, 1937 рік) і «Книга Псалмів» (Рим, 1966). |           |
|                  | Частковий | Переклад Я. Левицького                                 | «Святе Письмо Нового Завіта» (Жовква, 1921 рік) та «Книга псальмів» (1925 року) |           |
|                  | Частковий | Фрагменти перекладу І. Дьяконова та Михайла Москаленка | Надруковано в книжці «На ріках вавілонських. З найдавнішої літератури Шумеру, Вавилону, Палестини» (Київ, 1991 рік) |           |
|                  | Частковий | Переклад О. Слюсарчука                                 | «Псалтиря розширена» (1899 рік) |           |
|                  | Частковий | Видавництво Українського Католицького Університету     | «Новий Завіт» (1989 рік) |           |
|                  | Частковий | Переклад Івана Франка                                  | «Книга Буття» Надруковано в книжці «На ріках вавілонських. З надавнішої літератури Шумеру, Вавілону, Палестини» (Київ, 1991 рік) |           |
|                  | Частковий | Переклад В. Дзьоби                                     | Здійснено переклад окремих біблійних книг, а саме: Рут, Йова, Псалмів, Пісні над піснями, Екклезіяста та низки неканонічних книг. «Псалми або Святі Гімни» (Рим-Манчестер-Мінхен, 1944—1961). |           |
| 2013             | Повний    | Переклад Олександра Гижі                               | Повний переклад Олександра Гижі з російського синодального перекладу вперше виданий у 2013 році |           |
| 2004             | Повний    | Переклад під ред. Філарета                             | Переклад українською мовою російської Синодальної Біблії, здійснений під керівництвом Патріарха УПЦ КП Філарета. |           |
| 2014             | Повний    | Переклад нового світу                                  | Повний переклад Біблії від Свідків Єгови. Переклад з мов оригіналу грецької, арамейської та давньоєврейської. Про його випуск українською мовою було оголошено на початку липня 2014 року. |           |
| 2020             | Частковий | Юрій Леонідович Попченко                               | Новий Завіт. Новий переклад з давньогрецької мови. |           |
| 2021             | Частковий | Володимир Романенко                                    | Псалми з молитвами. Переклад з давньоєврейської мови. |           |

## Порівняльна таблиця з кількості книг Нового/Старого Завіту у різних перекладах Біблії українською мовою
| Переклад Панька Куліша, Івана Пулюя, Івана Нечуй-Левицького (1903) | Переклад Івана Огієнка (1962)                   | Переклад Івана Хоменка (1963)                   | Переклад Філарета (1988/2004)                           | Переклад Рафаїла Торконяка (2006) | Переклад Олександра Гижі (2013)                 | Переклади Рафаїла Торконяка (2013 та 2020)              | Переклад нового світу (2014)                    |
| ------------------------------------------------------------------ | ----------------------------------------------- | ----------------------------------------------- | ------------------------------------------------------- | --------------------------------- | ----------------------------------------------- | ------------------------------------------------------- | ----------------------------------------------- |
| Старий Завіт                                                       | Старий Заповіт                                  | Старий Завіт                                    | Старий Завіт                                            |                                   | Старий Заповіт                                  | Старий Завіт                                            | Єврейсько-арамейські Писання                    |
| Буття                                                              | Буття                                           | Буття                                           | Книга Буття                                             |                                   | Буття                                           | Книга Буття                                             | Буття                                           |
| Вихід                                                              | Вихід                                           | Вихід                                           | Вихід                                                   |                                   | Вихід                                           | Книга Виходу                                            | Вихід                                           |
| Левит                                                              | Левит                                           | Левіт                                           | Левит                                                   |                                   | Левит                                           | Книга Левітів                                           | Левіт                                           |
| Числа                                                              | Числа                                           | Числа                                           | Числа                                                   |                                   | Числа                                           | Книга Чисел                                             | Числа                                           |
| Повторення Закону                                                  | Повторення Закону                               | Второзаконня                                    | Второзаконня                                            |                                   | Книга Повторення Закону                         | Книга Второзаконня                                      | Повторення Закону                               |
| Ісус Навин                                                         | Ісус Навин                                      | Ісуса Навина                                    | Книга Ісуса Навина                                      |                                   | Ісуса Навина                                    | Книга Ісуса Навина                                      | Книга Ісуса Навина                              |
| Суддів                                                             | Книга Суддів                                    | Суддів                                          | Книга Суддів Ізраїлевих                                 |                                   | Суддів                                          | Книга Суддів                                            | Книга Суддів                                    |
| Рут                                                                | Рут                                             | Рути                                            | Книга Руфі                                              |                                   | Рут                                             | Книга Рути                                              | Книга Рут                                       |
| I Самуїлова                                                        | I Самуїлова                                     | I Самуїла                                       | Перша Книга Царств                                      |                                   | Перша Книга Царів                               | Перша Книга Царів                                       | I Самуїла                                       |
| II Самуїлова                                                       | II Самуїлова                                    | II Самуїла                                      | Друга Книга Царств                                      |                                   | Друга Книга Царів                               | Друга Книга Царів                                       | II Самуїла                                      |
| I Царів                                                            | I Царів                                         | I Царів                                         | Третя Книга Царств                                      |                                   | Третя Книга Царів                               | Третя Книга Царів                                       | I Царів                                         |
| II Царів                                                           | II Царів                                        | II Царів                                        | Четверта Книга Царств                                   |                                   | Четверта Книга Царів                            | Четверта Книга Царів                                    | II Царів                                        |
| I Паралипоменон                                                    | I Хроніки                                       | I Хронік                                        | Перша Книга Паралипоменон                               |                                   | Перша літопису                                  | Перша Книга Параліпоменон (Хронік)                      | I Хронік                                        |
| II Паралипоменон                                                   | II Хроніки                                      | II Хронік                                       | Друга Книга Паралипоменон                               |                                   | Друга Літопису                                  | Друга Книга Параліпоменон (Хронік)                      | II Хронік                                       |
| Ездра                                                              | Ездра                                           | Езри                                            | Перша Книга Ездри                                       |                                   | Книга Єздри                                     | Перша Книга Ездри                                       | Книга Ездри                                     |
| Неємія                                                             | Неемія                                          | Неємії                                          | Книга Неємії                                            |                                   | Книга Неємії                                    | Книга Неемії                                            | Книга Неемії                                    |
| -                                                                  | -                                               | -                                               | Друга Книга Ездри                                       |                                   | -                                               | Друга Книга Ездри                                       | -                                               |
| -                                                                  | -                                               | Товита                                          | Книга Товита                                            |                                   | -                                               | Книга Товита                                            | -                                               |
| -                                                                  | -                                               | Юдити                                           | Книга Юдифі                                             |                                   | -                                               | Книга Юдити                                             | -                                               |
| Естер                                                              | Естер                                           | Естери                                          | Книга Есфирі                                            |                                   | Книга Естер                                     | Книга Естери                                            | Книга Естер                                     |
| Йов                                                                | Йов                                             | Іова                                            | Книга Іова                                              |                                   | Книга Йова                                      | Книга Йова                                              | Книга Йова                                      |
| Псалтир                                                            | Книга Псалмів                                   | Псалмів                                         | Псалтир                                                 |                                   | Псалми                                          | Книга Псалмів                                           | Псалми                                          |
| Приповісті                                                         | Приповісті                                      | Приповідок                                      | Книга Притч Соломонових                                 |                                   | Притчі                                          | Книга Приповідок                                        | Прислів'я                                       |
| Екклезіаст                                                         | Екклезіяст                                      | Проповідника                                    | Книга Екклезіаста, або Проповідника                     |                                   | Екклезіяста                                     | Книга Еклезіяста — Церковника                           | Книга Екклезіаста                               |
| Пісня Пісень                                                       | Пісня над піснями                               | Пісні Пісень                                    | Книга Пісні Пісень Соломона                             |                                   | Пісня Пісней                                    | Книга Пісні Пісень                                      | Пісня над піснями                               |
| -                                                                  | -                                               | Книга Мудрости                                  | Книга Премудрости Соломона                              |                                   | -                                               | Книга Мудрості                                          | -                                               |
| -                                                                  | -                                               | Сираха                                          | Книга Премудрости Ісуса, Сина Сирахового                |                                   | -                                               | Книга Сираха                                            | -                                               |
| Ісаія                                                              | Ісая                                            | Ісаї                                            | Книга Пророка Ісаї                                      |                                   | Ісаї                                            | Книга Пророка Ісаї                                      | Книга Ісаї                                      |
| Еремія                                                             | Єремія                                          | Єремії                                          | Книга Пророка Єремії                                    |                                   | Єремії                                          | Книга Пророка Єремії                                    | Книга Єремії                                    |
| Плач Єремії                                                        | Плач Єремії                                     | Плач Єремії                                     | Книга Плач Єремії                                       |                                   | Плач Єремії                                     | Книга Голосіння                                         | Плач Єремії                                     |
| -                                                                  | -                                               | Лист Єремії                                     | Послання Єремії                                         |                                   | -                                               | -                                                       | -                                               |
| -                                                                  | -                                               | Варуха                                          | Книга Пророка Варуха                                    |                                   | -                                               | Книга Пророка Варуха                                    | -                                               |
| Езекіїль                                                           | Єзекіїль                                        | Єзекиїла                                        | Книга Пророка Єзекеїля                                  |                                   | Єзекіїла                                        | Книга Пророка Езекиїла                                  | Книга Єзекіїля                                  |
| Даниїл                                                             | Даниїл                                          | Даниїла                                         | Книга Пророка Даниїла                                   |                                   | Даниїла                                         | Книга Пророка Даниїла                                   | Книга Даниїла                                   |
| Осія                                                               | Осія                                            | Осії                                            | Книга Пророка Осії                                      |                                   | Осії                                            | Книга Пророка Осії                                      | Книга Осії                                      |
| Йоіл                                                               | Йоїл                                            | Йоіла                                           | Книга Пророка Іоїля                                     |                                   | Йоіла                                           | Книга Пророка Йоіла                                     | Книга Йоіла                                     |
| Амос                                                               | Амос                                            | Амоса                                           | Книга Пророка Амоса                                     |                                   | Амоса                                           | Книга Пророка Амоса                                     | Книга Амоса                                     |
| Авдій                                                              | Овдій                                           | Авдія                                           | Книга Пророка Авдія                                     |                                   | Овдія                                           | Книга Пророка Авдія                                     | Книга Овдія                                     |
| Йона                                                               | Йона                                            | Йони                                            | Книга Пророка Іони                                      |                                   | Йони                                            | Книга Пророка Йони                                      | Книга Йони                                      |
| Михей                                                              | Михей                                           | Міхея                                           | Книга Пророка Михея                                     |                                   | Михея                                           | Книга Пророка Міхея                                     | Книга Михей                                     |
| Наум                                                               | Наум                                            | Наума                                           | Книга Пророка Наума                                     |                                   | Наума                                           | Книга Пророка Наума                                     | Книга Наума                                     |
| Авакум                                                             | Авакум                                          | Авакума                                         | Книга Пророка Аввакума                                  |                                   | Авакума                                         | Книга Пророка Аввакума                                  | Книга Авакума                                   |
| Софонія                                                            | Софонія                                         | Софонії                                         | Книга Пророка Софонії                                   |                                   | Софонії                                         | Книга Пророка Софонії                                   | Книга Софонії                                   |
| Аггей                                                              | Огій                                            | Аггея                                           | Книга Пророка Аггея                                     |                                   | Огія                                            | Книга Пророка Анґея                                     | Книга Огія                                      |
| Захарія                                                            | Захарія                                         | Захарії                                         | Книга Пророка Захарії                                   |                                   | Захарії                                         | Книга Пророка Захарії Серповидця                        | Книга Захарія                                   |
| Малахія                                                            | Малахії                                         | Малахії                                         | Книга Пророка Малахії                                   |                                   | Малахії                                         | Книга Пророка Малахії                                   | Книга Малахії                                   |
| -                                                                  | -                                               | І Макавеїв                                      | Перша Книга Маккавейська                                |                                   | -                                               | Перша Книга Макавеїв                                    | -                                               |
| -                                                                  | -                                               | ІІ Макавеїв                                     | Друга Книга Маккавейська                                |                                   | -                                               | Друга Книга Макавеїв                                    | -                                               |
| -                                                                  | -                                               | -                                               | Третя Книга Маккавейська                                |                                   | -                                               | Третя Книга Макавеїв                                    | -                                               |
| -                                                                  | -                                               | -                                               | Третя Книга Ездри                                       |                                   | -                                               | Третя Книга Ездри                                       | -                                               |
| Загальна кількість Книг в Старому Завіті — 39                      | Загальна кількість Книг в Старому Заповіті — 39 | Загальна кількість Книг в Старому Завіті — 47   | Загальна кількість Книг в Старому Завіті — 50           |                                   | Загальна кількість Книг в Старому Заповіті — 39 | Загальна кількість Книг в Старому Заповіті — 49         | Загальна кількість Книг в Старому Заповіті — 39 |
| Новий Завіт                                                        | Новий Заповіт                                   | Новий Завіт                                     | Новий Завіт                                             |                                   | Новий Заповіт                                   | Новий Завіт                                             | Грецькі Писання                                 |
| Євангеліє від Матвія                                               | Євангеліє від Матвія                            | Євангеліє Господа Нашого Ісуса Христа від Матея | Євангеліє від Матфея                                    |                                   | Євангелія від Матвія                            | Святе Євангеліє від Матея                               | Євангеліє від Матвія                            |
| Євангеліє від Марка                                                | Євангеліє від Марка                             | Євангеліє Господа Нашого Ісуса Христа від Марка | Євангеліє від Марка                                     |                                   | Євангелія від Марка                             | Святе Євангеліє від Марка                               | Євангеліє від Марка                             |
| Євангеліє від Луки                                                 | Євангеліє від Луки                              | Євангеліє Господа Нашого Ісуса Христа від Луки  | Євангеліє від Луки                                      |                                   | Євангелія від Луки                              | Святе Євангеліє від Луки                                | Євангеліє від Луки                              |
| Євангеліє від Івана                                                | Євангеліє від Івана                             | Євангеліє Господа Нашого Ісуса Христа від Йоана | Євангеліє від Іоана                                     |                                   | Євангелія від Івана                             | Святе Євангеліє від Івана                               | Євангеліє від Івана                             |
| Дії                                                                | Дії Апостолів                                   | Діяння апостолів                                | Діяння Святих апостолів                                 |                                   | Діяння Святих Апостолів                         | Діяння Святих Апостолів                                 | Дії Апостолів                                   |
| Якова                                                              | Соборне послання св. апостола Якова             | Послання Апостола Якова                         | Послання Якова                                          |                                   | Послання Якова                                  | Соборне Послання Святого Апостола Якова                 | Лист Якова                                      |
| 1-е послання Петра                                                 | Перше соборне послання св. апостола Петра       | Перше Послання Апостола Петра                   | Перше Соборне Послання Святого Апостола Петра           |                                   | Перше Послання Петра                            | Перше Соборне Послання Святого Апостола Петра           | Перший лист Петра                               |
| 2-е послання Петра                                                 | Друге соборне послання св. апостола Петра       | Друге Послання Апостола Петра                   | Друге Соборне Послання Святого Апостола Петра           |                                   | Друге Послання Петра                            | Друге Соборне Послання Святого Апостола Петра           | Другий лист Петра                               |
| 1-е послання Івана                                                 | Перше соборне послання св. апостола Івана       | Перше Послання Йоана Богослова                  | Перше Соборне Послання Святого Апостола Іоана Богослова |                                   | Перше Послання Івана                            | Перше Соборне Послання Святого Апостола Івана Богослова | Перший лист Івана                               |
| 2-е послання Івана                                                 | Друге соборне послання св. апостола Івана       | Друге Послання Йоана Богослова                  | Друге Соборне Послання Святого Апостола Іоана Богослова |                                   | Друге Послання Івана                            | Друге Соборне Послання Святого Апостола Івана Богослова | Другий лист Івана                               |
| 3-е послання Івана                                                 | Третє соборне послання св. апостола Івана       | Третє Послання Йоана Богослова                  | Третє Соборне Послання Святого Апостола Іоана Богослова |                                   | Третє Послання Івана                            | Третє Соборне Послання Святого Апостола Івана Богослова | Третій лист Івана                               |
| Послання Юди                                                       | Соборне послання св. апостола Юди               | Послання Апостола Юди                           | Соборне Послання Святого Апостола Іуди                  |                                   | Послання Юди                                    | Соборне Послання Святого Апостола Юди                   | Лист Юди                                        |
| Послання до римлян                                                 | Послання св. Апостола Павла до римлян           | Послання Апостола Павла до Римлян               | Послання Святого Апостола Павла до римлян               |                                   | Послання до Римлян                              | Послання Святого Апостола Павла до Римлян               | Лист до римлян                                  |
| 1-е послання до коринтян                                           | Перше Послання св. Апостола Павла до коринтян   | І Послання Апостола Павла до Корінтян           | Перше Послання Святого Апостола Павла до коринф'ян      |                                   | Перше Послання до Коринтян                      | Перше Послання Святого Апостола Павла до Коринтян       | Перший лист до коринфян                         |
| 2-е послання до коринтян                                           | Друге Послання св. Апостола Павла до коринтян   | ІІ Послання Апостола Павла до Корінтян          | Друге Послання Святого Апостола Павла до коринф'ян      |                                   | Друге Послання до Коринтян                      | Друге Послання Святого Апостола Павла до Коринтян       | Другий лист до коринфян                         |
| Послання до галатів                                                | Послання св. Апостола Павла до галатів          | Послання Апостола Павла до Галатів              | Послання Святого Апостола Павла до галатів              |                                   | Послання до Галатів                             | Послання Святого Апостола Павла до Галатів              | Лист до галатів                                 |
| Послання до ефесян                                                 | Послання св. Апостола Павла до ефесян           | Послання Апостола Павла до Ефесян               | Послання Святого Апостола Павла до ефесян               |                                   | Послання до Ефесян                              | Послання Святого Апостола Павла до Ефесян               | Лист до ефесян                                  |
| Послання до филип'ян                                               | Послання св. Апостола Павла до филип'ян         | Послання Апостола Павла до Филип'ян             | Послання Святого Апостола Павла до филипп'ян            |                                   | Послання до Филипійців                          | Послання Святого Апостола Павла до Филипян              | Лист до філіппійців                             |
| Послання до колоссян                                               | Послання св. Апостола Павла до колоссян         | Послання Апостола Павла до Колосян              | Послання Святого Апостола Павла до колосян              |                                   | Послання до Колосян                             | Послання Святого Апостола Павла до Колосян              | Лист до колоссян                                |
| 1-е послання до солунян                                            | Перше послання св. Апостола Павла до солунян    | I Послання Апостола Павла до Солунян            | Перше Послання Святого Апостола Павла до солунян        |                                   | Перше Послання до Солунян                       | Перше Послання Святого Апостола Павла до Солунян        | Перший лист до фессалонікійців                  |
| 2-е послання до солунян                                            | Друге послання св. Апостола Павла до солунян    | II Послання Апостола Павла до Солунян           | Друге Послання Святого Апостола Павла до солунян        |                                   | Друге Послання до Солунян                       | Друге Послання Святого Апостола Павла до Солунян        | Другий Перший лист до фессалонікійців           |
| 1-е послання Тимофію                                               | Перше послання св. апостола Павла Тимофію       | І Послання Апостола Павла до Тимотея            | Перше Послання Святого Апостола Павла до Тимофія        |                                   | Перше Послання до Тимофія                       | Перше Послання Святого Апостола Павла до Тимотея        | Перший лист до Тимофія                          |
| 2-е послання Тимофію                                               | Друге послання св. апостола Павла Тимофію       | II Послання Апостола Павла до Тимотея           | Друге Послання Святого Апостола Павла до Тимофія        |                                   | Друге Послання до Тимофія                       | Друге Послання Святого Апостола Павла до Тимотея        | Другий лист до Тимофія                          |
| Послання до Тита                                                   | Послання св. апостола Павла до Тита             | Послання Апостола Павла до Тита                 | Послання Святого Апостола Павла до Тита                 |                                   | Послання до Тита                                | Послання Святого Апостола Павла до Тита                 | Лист до Тита                                    |
| Послання до Филимона                                               | Послання св. апостола Павла до Филимона         | Послання Апостола Павла до Филимона             | Послання Святого Апостола Павла до Филимона             |                                   | Послання до Филимона                            | Послання Святого Апостола Павла до Филимона             | Лист до Филимона                                |
| Послання до євреїв                                                 | Послання св. апостола Павла до євреїв           | Послання Апостола Павла до Євреїв               | Послання Святого Апостола Павла до Євреїв               |                                   | Послання до Євреїв                              | Послання Святого Апостола Павла до Євреїв               | Лист до євреїв                                  |
| Об'явлення                                                         | Об'явлення св. Івана Богослова                  | Одкровення Йоана Богослова                      | Одкровення Святого Іоана Богослова                      |                                   | Одкровення Івана Богослова                      | Обявлення Святого Івана Богослова                       | Об'явлення, дане Івану                          |
| Загальна кількість Книг в Новому Завіті — 27                       | Загальна кількість Книг в Новому Заповіті — 27  | Загальна кількість Книг в Новому Завіті — 27    | Загальна кількість Книг в Новому Завіті — 27            |                                   | Загальна кількість Книг в Новому Заповіті — 27  | Загальна кількість Книг в Новому Заповіті — 27          | Загальна кількість Книг в Новому Заповіті — 27  |
| Загальна кількість Книг в Біблії — 66                              | Загальна кількість Книг в Біблії — 66           | Загальна кількість Книг в Біблії — 74           | Загальна кількість Книг в Біблії — 77                   |                                   | Загальна кількість Книг в Біблії — 66           | Загальна кількість Книг в Біблії — 76                   | Загальна кількість Книг в Біблії — 66           |

Різна кількість книг у перекладах Біблії українською мовою зумовлена використанням різних Біблійних канонів, які застосовувались тим чи іншим перекладачем під час роботи.
- Так, Біблія в перекладі П.Куліша, І.Пулюя та І.Нечуй-Левицького (1903), Біблія І.Огієнка (1962), Біблія О. Гижі (2013), Переклад Нового світу від СЄ (2014) відповідають канону протестантських церков.
- Біблія в перекладі Івана Хоменка (1963) відповідає канону Римо-Католицької церкви.
- Біблія в перекладі Філарета (1988/2004) відповідає канону Православної церкви.
- Біблія в перекладі Рафаїла Торконяка (2013 та 2020) також відповідає канону Православної церкви, але Послання Єремії, за католицькою традицією, об'єднане з Книгою Варуха, через що загальна кількість книг виходить меншою на одну.

## Порівняльна таблиця з прикладами з повних перекладів Біблії українською
| Переклади з мов оригіналу                                                                        | Переклади з мов оригіналу                                                                            | Переклади з мов оригіналу                                                                     | Переклади з мов оригіналу                                                                                | Переклади не з мов оригіналу                        | Переклади не з мов оригіналу                                                                    | Переклади не з мов оригіналу                                                                           | Переклади не з мов оригіналу                                                                   | Переклади не з мов оригіналу                                                                                            |
| Переклад Куліша, Пулюя та Нечуй-Левицького (1903)                                                | Переклад Огієнка (1962)                                                                              | Переклад Хоменка (1963)                                                                       | Переклад Торконяка (2020)                                                                                | Переклад Торконяка з церк-слов'янського пер. (1996) | Переклад Філарета з рос. пер. (1988/2004)                                                       | Переклад Торконяка з грец. пер. (2011)                                                                 | Переклад Гижі з рос. пер. (2013)                                                               | Переклад нового світу з англ. пер. (2014)                                                                               |
| ------------------------------------------------------------------------------------------------ | --- | --------------------------------------------------------------------------------------------- | --- | --------------------------------------------------- | ----------------------------------------------------------------------------------------------- | --- | ---------------------------------------------------------------------------------------------- | --- |
| Буття 1 1. У початку сотворив Бог небо та землю.                                                 | Буття 1 1. На початку Бог створив Небо та землю.                                                     | Буття 1 1. На початку сотворив Бог небо й землю.                                              | Буття 1 1. На початку створив Бог небо та землю.                                                         | TBA                                                 | Буття 1 1. На початку створив Бог небо і землю.                                                 | Буття 1 1. На початку Бог створив небо та землю.                                                       | Буття 1 1. На початку утворив Бог небо і землю.                                                | Буття 1 1. На початку Бог створив небо і землю.                                                                         |
| 2. Земля ж була пуста і пустошня, і темрява лежала над безоднею; і дух Божий ширяв понад водами. | 2. А земля була пуста та порожня, і темрява була над безоднею, і Дух Божий ширяв над поверхнею води. | 2. Земля ж була пуста й порожня та й темрява була над безоднею, а дух Божий ширяв над водами. | 2. Земля ж була порожньою і безжиттєвою; безодню вкривала темрява, а Дух Божий ширяв над поверхнею води. | TBA                                                 | 2. Земля ж була безвидна і порожня, і темрява була над безоднею, і Дух Божий носився над водою. | 2. Земля ж була непримітна і невпорядкована; над безоднею лежала темрява, а Дух Божий ширяв над водою. | 2. А земля була невидна і пустельна, і морок на поверхні безодні; і Дух Божий ширяв над водою. | 2. Земля була безформна й пуста, і темрява огортала поверхню водних глибин, а над поверхнею вод ширяла Божа діюча сила. |
| 3. І рече Бог: Настань, сьвіте! І настав сьвіт.                                                  | 3. І сказав Бог: Хай станеться світло! І сталося світло.                                             | 3. І сказав Бог: Нехай буде світло! І настало світло.                                         | 3. І сказав Бог: Нехай буде світло! І постало світло.                                                    | TBA                                                 | 3. І сказав Бог: нехай буде світло. І стало світло.                                             | 3. І сказав Бог: Нехай буде світло! І постало світло.                                                  | 3. І сказав Бог: Нехай буде світло. І вчинилося світло.                                        | 3. І Бог сказав: «Нехай буде світло». Тоді з'явилося світло.                                                            |
| 4. І бачив Бог сьвіт, що воно добре; та й розлучив сьвіт із темрявою.                            | 4. І побачив Бог світло, що добре воно, і Бог відділив світло від темряви.                           | 4. І побачив Бог світло, що воно добре та й відділив Бог світло від темряви.                  | 4. Побачив Бог світло, бо воно добре, — і відділив Бог світло від темряви.                               | TBA                                                 | 4. І побачив Бог світло, що воно добре, і відокремив Бог світло від темряви.                    | 4. Побачив Бог світло, що це добре, і відділив Бог світло від темряви.                                 | 4. І побачив Бог світло, що воно гарне; і відділив Бог світло від пітьми.                      | 4. Після того Бог побачив, що світло добре, і Бог почав відділяти світло від темряви.                                   |
| 5. І назве Бог сьвіт день, а темряву назве ніч. І був вечір, і був ранок; день первий.           | 5. І Бог назвав світло: День, а темряву назвав: Ніч. І був вечір, і був ранок, день перший.          | 5. Назвав же Бог світло — день, а темряву назвав ніч. І був вечір і був ранок — день перший.  | 5. Бог назвав світло днем, а темряву назвав ніччю. І був вечір, і був ранок, — день перший.              | TBA                                                 | 5. І назвав Бог світло днем, темряву ніччю. І був вечір, і був ранок: день перший.              | 5. Бог назвав світло днем, а темряву назвав ніччю. І був вечір, і настав ранок — день перший.          | 5. І назвав Бог світло днем, а пітьму ніччю. І був вечір, і був ранок: день перший.            | 5. Бог назвав світло днем, а темряву ніччю. І був вечір, і був ранок — це день перший.                                  |

## Незвичні редакції україномовних Біблій
Віршовані переспіви
- Панько Куліш, окрім прозового перекладу Біблії (який вийшов повністю лише посмертно у 1903 у Лондоні, у співавторстві з Іваном Пулюєм та Іваном Нечуєм-Левицьким) також створив у 1890-х рр. віршовану версію під назвою «Устихотворена Біблія» (зберігся в рукописі, залишається ненадрукованою й досі)[37]
- У грудні 1845 року свої переспіви псалмів здійснив Тарас Шевченко і шевченківська збірка з перекладами уривків з Біблії «Давидові псалми» була видана ще за життя поета в складі «Кобзаря» 1860 року (окремі україномовні переклади уривків біблійських віршів друкувалися і раніше: того ж 1860 року «Давидові псалми» були опубліковані окремо в серії «Сільська бібліотека»[38])
- У середині 19 ст. перекладами Псалтиря займався також Михайло Максимович й у 1859 році вийшла збірка вибраних 29 псалмів у його віршованому україномовному перекладі.
- Авторський літературний поетичний переспів книг пророків Еклезіяста, Йова, Єремії та Ісаї здійснив відомий український поет Карпенко М.І.[39].
- Переспіви «Пісні пісень» здійснили Станіслав Зінчук і Анатолій Бортняк[40].
- Тетяна Яковенко переспівала біблійну «Книгу приповістей Соломонових»[41].
- Василь Кредо у 1994 році створив Віршовану Біблію[42].

Авторські редакції
- У 1993 р. у Мінську вийшла українською мовою Книга Життя: текст чотирьох євангелій у ній було синхронізовано, подібно до Діатессарона Татіана.
- У 2006 р. вийшла книга Ігоря Каганця «Пшениця без куколю. Євангеліє без вставок і спотворень», 2012 р. — друга редакція. У 2017 — «Євангеліє Ісуса Хреста». У цих книгах подано авторські редакцію та тлумачення євангельського тексту.

## Україномовні переклади Біблії у роботі
Кілька перекладачів зараз працюють над новими прозовими перекладами Біблії українською. Зокрема відомо про священника-протестанта Костянтин Буд-Гусаїм з церкви Адвентистів сьомого дня, який готує свій україномовний переклад Біблії з 2013 року.
Крім цього, кілька перекладачів зараз працюють над новими віршованими переспівами Біблії українською. Зокрема, починаючи з 2006 року, свій віршований переспів Біблії українською мовою здійснює теолог Валерій Завалко.

## Зауваги
1. ↑  Гижа заявляв що на додачу до основного російського синодального перекладу РПЦ, він також застосовував порівняльний аналіз-обстеження біблійних текстів Біблії різними мовами: першоджерелом грецькою —Новий Завіт, першоджерелом єврейською — Старий Завіт, перекладом англійською — Біблію короля Джеймса (переклад поч. 17 століття), перекладом польською — невідомий переклад Нового Завіту, та перекладом російською —Синодальну Біблію РПЦ. Окрім іншомовних перекладів, Гижа стверджував, що також ретельно досліджував попередні повні та часткові україномовні переклади греко-католиків Огієнка, Хоменка, та Куліша/Нечуя-Левицького/Пулія[28]

 Окрім іншомовних перекладів, Гижа стверджував, що також ретельно досліджував попередні повні (Огієнка, Хоменка, Куліша/Пулюя/Нечуя-Левицького) та часткові україномовні переклади. Зокрема, крім греко-католика о. Івана Хоменка переклади інших греко-католиків.

## Переклади Біблії онлайн
Повні переклади
1. Біблія (переклад Куліша, Нечуя-Левицького та Пулюя) (html версія з bolls.life)
2. Біблія (переклад Огієнка) (html версія з bolls.live)
3. Біблія (переклад Хоменка) (версія з bolls.live) (djvu, pdf, doc версія з chtyvo.org.ua)
4. Біблія (переклад Турконяка) (html версія з mediaglagol.com.ua)
5. Біблія в перекладі Філарета (html) (pdf)
6. Біблія в перекладі О. Гижі
7. Біблія в перекладі Свідків Єгови
8. Біблія в перекладі В. Волі (як сказано в передмові)
9. Свята Біблія: Сучасною мовою // © 2007 Bible League International

Часткові переклади
1. Євангеліє в перекладі П. Морачевського
2. Псалтир: переклад новою українською літературною мовою П. С. Морачевського (1865). — К.: НБУВ, 2015. — 196 с. : іл.
3. Псалми у переспіві Михайла Максимовича
4. П. Ратай [П. Куліш]. Псалтирь або книга хвали Божої, пересnів український. Львів 1871, 329 с.. Адреса матеріалу: http://irbis-nbuv.gov.ua/ulib/item/0000681 або https://irbis-nbuv.gov.ua/dlib/item/0000681 [Архівовано 2 січня 2022 у Wayback Machine.]

1. Шашкевич, М. Переклади Євангелій. Матвія 5, Івана 4 // Твори Маркіяна Шашкевича і Якова Головацького: (з дод. творів: Івана Вагилевича і Тимка Падури). — Вид. 2-ге. — Електрон. текст. дані (1 файл : 273 Мб). — У Львові: З друк. Наук. т-ва ім. Шевченка, 1913 (Київ: НБУ ім. Ярослава Мудрого, 2018). — С. 128—132. — (Руска письменність; 3, 1).
2. Новий Завіт в перекладі Я. Левицького (Жовква, 1921)
3. М. Кравчук. Книга псалмів. Видання Укр. Катол. Ун-ту ім. св. Климентія папи, Рим 1966, с. 240. (Файл DjVu)
4. Три Книги Святого Письма Старого Завіту: Рут-Товіт-Пісня Пісень / Перекл. Володимир Дзьоба. Мюнхен: Лоґос, 1957. 69 с. (Файл DjVu)
5. Новий Заповіт в перекладі Ю. Попченка
6. Євангеліє від Матвія у перекладі Костянтина Буд-Гусаїма
7. Цолін, Дмитро. 2021. «Книга Псалмів у новому перекладі, псалми 1-40». Богословські роздуми: Східноєвропейський журнал богослов'я 19 (1):154-204.
8. Цолін, Дмитро. 2021. «Книга Псалмів у новому перекладі, псалми 41-71». Богословські роздуми: Східноєвропейський журнал богослов'я 19 (2):149-84.